# Mosquée de Kani-Kombolé
Pour les articles homonymes, voir Kani (homonymie).
La mosquée de Kani-Kombole, dans la commune de Sangha au Mali, est une mosquée construite en banco selon une architecture soudanaise.